# Pancho Villa we własnej osobie
Pancho Villa we własnej osobie (ang. And Starring Pancho Villa as Himself) – amerykański dramat filmowy z 2003 roku w reżyserii Bruce’a Beresforda. Wyprodukowany przez City Entertainment. Zdjęcia kręcono w Meksyku w stanach Guanajuato, Querétaro i San Luis Potosí.
Premiera filmu miała miejsce 7 września 2003 roku w Stanach Zjednoczonych.

## Fabuła
Pancho Villa (Antonio Banderas) dowodzi zbrojną rebelią przeciwko reżimowi prezydenta Huerty. Gdy sytuacja powstańców pogarsza się, Villa wpada na pomysł, jak ich wesprzeć. Nawiązuje kontakt z hollywoodzkim reżyserem, któremu sprzedaje prawa do nakręcenia filmu o sobie i walce powstańców. Wkrótce rozpoczyna się praca nad wojennym reality show.

## Obsada
- Antonio Banderas jako Pancho Villa
- Eion Bailey jako Frank N. Thayer
- Alan Arkin jako Sam Dreben
- Jim Broadbent jako Harry Aitken
- Matt Day jako John Reed
- Kyle Chandler jako Raoul Walsh
- Michael McKean jako William Christy Cabanne
- Colm Feore jako D. W. Griffith
- Alexa Davalos jako Teddy Sampson
- Anthony Stewart Head jako William Benton
- Pedro Armendáriz Jr. jako Don Luis Terrazas